# También de dolor se canta
También de dolor se canta es una película de comedia musical y drama mexicana de 1950, dirigida por René Cardona y protagonizada por Pedro Infante, Guillermina Green,  Famie Kaufman «Vitola» e Irma Dorantes, con la participación de Pedro Vargas, Germán Valdés «Tin-Tan», Antonio Badú y Leticia Palma. El argumento y la secuencia de esta película son similares y/o diferentes a los de la película Yo quiero ser artista (1958) de Adalberto Martínez «Resortes», 
Yolanda Varela y Kitty de Hoyos.

## Argumento
Braulio Peláez (Pedro Infante) es un humilde, honesto y despistado maestro de primaria del poblado de “Chipiculco”, quien apenas gana lo suficiente para apoyar a su familia; su padre es “Facundo Peláez” (Óscar Pulido) el dentista del  pueblo, el cual carece de clientela debido al viejo instrumental que posee, así que tiene grandes deseos de modernizarse. Daniela (Famie Kaufman «Vitola») es la madre de Braulio y Luisa, se dedica al hogar y cree que su hija heredó su gusto por el arte, por lo que Luisa (Irma Dorantes) pasa gran parte del día ensayando escenas de cine, además de ser la reportera y crítica de cine del diario “Güitanjillo” que sale cada ocho días. 
Braulio tiene un altercado en la puerta de su hogar, lo que hace que pierda sus lentes y mientras los busca en la calle, provoca un accidente automovilístico; cuando los recupera y se da cuenta del golpe del vehículo, por educación, invita al conductor (Rafael Alcayde) a comer en su casa mientras le arreglan el auto. Al entran a la casa, su mamá Daniela y Luisa se emocionan al ver que es su actor favorito, “Alfonso del Madrazo” (Rafael Alcayde) quien trabajó en la película ‘’“El Churro y la Dama”’’, algo que ignoraba Braulio. Luisa enseña al actor qué tanto lo admira y al estar todos en el comedor, Daniela le pide al actor que ayude a su hija Luisa para que pueda entrar al cine, por lo que ella le enseña que sabe actuar. Alfonso ve que no es fea Luisa y le dice que si alguna vez va a la Ciudad de México lo busque y que él mismo la recomendará.  
Don Facundo desea tener un gabinete dental para tener una mejor clientela, pero al ver que es muy caro le cruza por la mente la idea de suicidarse, así que su familia se lo impide. La Sra. Daniela y Luisa convencen a Braulio que tome sus ahorros y llevar a su hermana con “Alfonso del Madrazo”, ya que él le prometió llevarla al estrellato y así con lo que gane le pueda comprar a su padre el gabinete dental y poder modernizarse.
Luisa se despide de su novio (Alfredo Varela Jr.) y le dice que busque una mujer que lo haga feliz, pero él aparte de desearle buena suerte, en México, le dice que la va a estar esperando. 
Al llegar Braulio y su hermana a la capital, van a un Cabaret donde la empresa “Campoamor” lleva a cabo una cena de los artistas de cine, donde se encuentra “Alfonso del Madrazo”; Luisa se acerca a la mesa del actor, para platicar con él, pero éste finge no conocerlos. Luisa regresa a la mesa donde está su hermano y le comenta lo sucedido, pero al mismo tiempo, en ese lugar, se lleva a cabo un concurso para ver si alguien del público puede supera el falsete de la actriz y cantante nacional “Elisa Miranda” (Guillermina Grin). Braulio, enojado, se levanta para reclamarle a Alfonso, pero el maestro de ceremonias (Salvador Julián) y demás comensales piensan que quiere concursar. Braulio canta y ganar el premio de un beso de la actriz, pero él sólo piensa en reclamarle a Alfonso, así que mientras se pelean, Elisa le comenta al productor Isaac (Florencio Castelló) y al director “Borsellini Rodríguez” (Alejandro Ciangherotti) que quiere de galán a Braulio, ya que lo ve como el hombre perfecto para su próxima película. El productor y el director de cine invitan a Braulio y a su hermana a su mesa, donde la actriz le da el premio a Braulio y acuerdan reunirse al día siguiente, para hacer negociaciones y ver si Luisa puede trabajar en el cine.
Braulio y Luisa acuden a la cita con el productor y el director de cine, para que le hagan pruebas de canto y actuación a ella, Luisa queda agotada, y los realizadores de cine en privado le comentan a Braulio que su hermana no sirve para el cine, pero que él sí puede hacer carrera en la industria y poder ganar mucho dinero. Braulio acepta la oferta que le hacen, para poder comprar el gabinete dental que quiere su papá, con la condición que digan que a la que están contratando es a su hermana Luisa, así que le dan el libreto más grande que tienen archivado, para que se aprenda todos los diálogos y así entretenerla.
Al día siguiente le dan llamado Braulio para empezar a trabajar, pero al llegar a los estudios tiene dificultad para ingresar, ya que no aparece su nombre en la lista de acceso, cuando logra entrar a los estudios y mientras busca el foro dónde se filma su película, se topa con cuatro estrellas de la época de oro del cine mexicano (Pedro Vargas, Germán Valdés «Tin-Tan», Leticia Palma y Antonio Badú). Al encontrar Braulio el foro donde se graba su película, el director le explica que tuvieron que cambiarle de nombre, “Braulio Peláez”, por, “Alfredo Malvarrosa”, uno más llamativo.
Con el paso del tiempo, el equipo de producción se da cuenta de que Braulio no tiene el talento para ser estrella, por eso, el productor lo cita en su oficina donde le pregunta cuanto quiere para cancelar su contrato. Braulio acepta que no es bueno para esa profesión y les dice que no quiere nada, así que decide regresar a su pueblo. Braulio y su hermana abordan el tren para regresar a “Chipiculco”, pero antes de que avance el tren una billetera de lotería se acerca a Braulio y le dice que el billete de lotería que le compró cuando recién llegaron a la Ciudad de México salió premiado y, se bajan del tren para poderlo cobrar y poder pagar el gabinete dental que quiere su papá. Todo el pueblo da la bienvenida a Braulio y Luisa como famosos actores; Luisa se le declara a su exnovio y cuando regresa Braulio a la escuela encuentra un dibujo en el pizarrón, al pregunta ¿quién había sido?, un alumno levanta la mano y dice ¡fui yo! Braulio se limpia los lentes y al acercarse descubre que la mano es la de Elisa, quien lo sigue hasta “Chipiculco” porque está enamorada de él.

## Reparto

### Actores (Créditos)
- Pedro Infante ... “Braulio Peláez” (maestro de escuela), como actor “Alfredo Malvarrosa”
- Guillermina Grin ... “Úrsula Gayo” como actriz “Elisa Miranda”
- Óscar Pulido ... “Facundo Peláez” (dentista y padre de Luisa y Braulio)
- Irma Dorantes ... “Luisa” (hermana de Braulio)
- Rafael Alcayde ... “Alfonso del Madrazo” (actor de cine)
- Famie Kaufman «Vitola» ... Daniela (madre de Luisa y Braulio)
- Florencio Castelló ... “Señor Isaac” (productor de cine)
- Alejandro Ciangherotti ... “Borsellini Rodríguez” (Director de cine)
- Armando Velasco ... (adaptador)
- Alfredo Varela Jr. ... (farmacéutico del pueblo y novio de Luisa)
- Luis Mussot ... (Señor director)
- René Cardona Jr. ... (estudiante)
- Jaime Calpe … “Juanito” (estudiante con dolor de muela)

### Actuación Especial
- Pedro Vargas ... (como él mismo)
- Germán Valdés «Tin-Tan» ... (como él mismo)
- Antonio Badú ... (como él mismo)
- Leticia Palma … (como ella misma)
- Maestro Luis H. Bretón … (como él mismo, músico)
- Director Miguel Morayta … (como él mismo)

### Actores Sin créditos
- María Gentil Arcos … (asistente de dentista)
- Hernán Vera … (policía)
- Salvador Julián (maestro de ceremonias)